# Une vie rêvée (telenovela, 2018)
Pour les articles homonymes, voir Une vie rêvée.
Une vie rêvée (Erkenci Kuş) est une telenovela turque en 51 épisodes de 120 minutes, diffusée du 26 juin 2018 au 6 août 2019 sur la chaîne Star TV,.
En France, le feuilleton a été remonté en 161 épisodes de 45 minutes et diffusée entre le 4 mars 2024 et le 14 octobre 2024 sur Novelas TV (en).

## Synopsis
L'histoire tourne autour de Sanem Aydın, une jeune femme d'un quartier modeste d'Istanbul qui rêve de devenir écrivain et de vivre aux Galapagos. Lorsque sa famille lui fait croire qu'elle sera mariée à son voisin Muzaffer si elle ne trouve pas d'emploi stable, elle commence à travailler dans une grande agence de publicité appelée Fikri Harika grâce à sa sœur Leyla, qui est la secrétaire d'Emre Divit, l'un des fils du propriétaire.
D'un autre côté, Can Divit, le frère aîné d'Emre, est un photographe libre et de renommée mondiale qui revient pour la fête d'anniversaire de l'entreprise. Là, son père lui demande de diriger l'entreprise et de trouver la taupe qui aide son concurrent Aylin car il est obligé de s'absenter un long moment pour un voyage. Can découvre que son père souffre en réalité d'une maladie grave et n'a d'autre choix que d'accepter, suscitant l'envie d'Emre, la vraie taupe, ainsi que l'amant et le partenaire secret d'Aylin.
Lors de la fête d'anniversaire, Sanem entre accidentellement dans la loge de Can, qui l'embrasse passionnément dans le noir en la prenant pour sa petite amie Pollen. Après son départ, Sanem se rend compte qu'elle est tombée follement amoureuse de cet étranger et, lui donnant le nom de code d'Albatros, décide de découvrir son identité. Pendant ce temps, Emre lui fait croire que Can est un homme égoïste qui veut augmenter la valeur de l'entreprise pour la vendre, afin que Sanem l'aide à saboter l'entreprise.
De cette façon, Sanem est coincée entre les tromperies mais, surtout, entre l'amour de deux hommes : Albatros, qu'elle aime sans le connaître; et Can, qu'elle déteste, sans accepter qu'elle a commencé à ressentir des choses pour lui. Bien qu'elle ne soupçonne pas que c'est la même personne, Can, qui tombe bientôt amoureux d'elle, découvre qu'elle est la femme qu'il a embrassée, mais décide de s'éloigner d'elle à cause des mensonges d'Emre. Enchevêtrements et comédie marqueront cette histoire d'amour inévitable.

## Distribution
- Demet Özdemir : Sanem Aydın
- Can Yaman : Can Divit
- Özlem Tokaslan : Mevkibe Aydın
- Cihan Ercan (tr) : Muzaffer Kaya (Zebercet)
- Öznur Serçeler (tr) : Leyla Aydın
- Berat Yenilmez (tr) : Nihat Aydın
- Birand Tunca : Emre Divit
- İpek Tenolcay (tr) : Hüma
- Sevcan Yaşar (tr) : Aylin Yüksel
- Anıl Çelik : Cengiz Özdemir (Ceycey)
- Tuğçe Kumral (tr) : Deren Keskin
- Ceren Taşci : Ayhan Işık
- Sibel Şişman : Güliz Yıldırım
- Tuna Tunalı : Metin
- Ali Yağcı : Osman Işık
- Asuman Çakır (tr) : Aysun Kaya
- Oğuz Okul : Rıfat
- Feri Baycu Güler : Melahat
- Kimya Gökçe Aytaç : Polen
- Ahmet Somers : Aziz Divit
- Utku Ateş (tr) : Yiğit

## Épisodes
En Turquie
| Saison | Épisodes | Groupe d'épisodes | Transmission d'origine | Transmission d'origine |
| Saison | Épisodes | Groupe d'épisodes | Début                  | Fin                    |
| ------ | -------- | ----------------- | ---------------------- | ---------------------- |
| 1      | 11       | 1 - 11            | 26 juin 2018           | 4 septembre 2018       |
| 1      | 32       | 12 - 43           | 13 octobre 2018        | 28 mai 2019            |
| 1      | 8        | 44 - 51           | 18 juin 2019           | 6 août 2019            |
| 1      | Total    | 1 - 51            | 26 juin 2018           | 6 août 2019            |
| 1      | 51       | 1 - 51            | 26 juin 2018           | 6 août 2019            |

En France :
| Saison | Épisodes | Chaîne     | Transmission d'origine | Transmission d'origine |
| Saison | Épisodes | Chaîne     | Début                  | Fin                    |
| ------ | -------- | ---------- | ---------------------- | ---------------------- |
| 1      | 161      | Novelas TV | 4 mars 2024            | 14 octobre 2024        |

## Version française
La version française est assurée par Studio Plug-in au Maroc.
Avec les voix de Nathalie Leplay, Michael Paolinetti, Paul Nguyen, Farida Hamou, Salima Demnati, Gabriel Delmas, Anna Fhima, Rodolphe Abbassi, Martin Girard, Mouna Belgrini, Emmanuelle Brindel, Guillaume Escaffre, Sophie Pastrana, Mounia Bennis, Serge Barreau, Dounia El Medkouri, Corinne Troisi, Olivier Mutelet, Brahim Bihi et Saad Laroui.